# Бенеди, Ави
Ави Бенеди (ивр. אבי בנדי‎; род. 2 апреля 1980, Израиль) — израильский певец композитор и мультиинструменталист.

## Биография
Ави родился 2 апреля 1980 года в Израиле. Его родители имеют русские корни. Его отец Эдуард Бабадост (* ?, Душанбе) — известный оперный тенор. Его дядя — народный артист Таджикистана. Имеет двух братьев: один ювелир, второй Лиор Бабадост — режиссёр. Когда ему было 4 года, он вместе с семьей в Австрию.
Окончил Академию изобразительных искусств. С 1999 по 2008 год был оператором на местном австрийском канале ATV.
Говорит и поёт на иврите, русском, английском, немецком, болгарском, фарси, бухори, румынском и словацком языках.
Помимо работы оператором, он начал писать музыку и создал группу Diamond Band, которая давала концерты по всему миру.
Их песня «Live like in a movie» стал хитом №1 в Израиле.
В 2006 году Ави переехал в Россию, где он сочинил несколько песен (в том числе Шалом) для певицы Жасмин и Иштар и сотрудничал с Филиппом Киркоровым.
В 2014 году Ави подписал контракт с болгарской звукозаписывающей компанией Пайнер. В том же году Ави выпустил две дуэтные песни с певицей Эмилией Кой ще му каже (ивр. בואי תגלי לי‎) (рус. Кто скажет тебе) и Балкания. В том же году Ави вместе с Эмилией дал концерт в Москве в Кремлёвском дворце.
В 2016 году Ави выпустил песню на армянском языке אוכל עם ירואן (рус. Идём в Армению) вместе с молодым артистом Алекс. В июне того же года написал две песни на сербском Жени ме и 300 сватова.
8 марта 2017 года Бенеди продвигал свой новый сингл La Vida Amiga с видео, снятым Ивайло Петковым, и вместе с этим анонсировал выпуск испанского альбома. В 2018 году Ави Бенеди выпускает сингл Bailame Asi совместно с колумбийским исполнителем  Emig La Voz , сингл попадает в эфир радиостанции Восток FM, занимает место в чарте радиостанции.

## Личная жизнь
Ави холост.

## Дискография

### Студийные альбомы
- 2001 — Avi Benedi & Diamond Band (только для Австрии)
- 2012 — Встретились поздно (только для России)
- 2019 — La vida amiga

- 2019 — Loco

### Синглы
- 2018 — Bailame Así (feat Emig Lv, DJ Cuervo)
- 2018 — Ay Jan
- 2018 — Bratan (на русском языке)
- 2019 — Някой ден (feat. Етиен Леви)
- 2019 — Boli Boli (feat. Anelia)
- 2020 — Мелодрама (на русском языке)
- 2020 — Изолиран
- 2020 — Kolko Oshte